# Arnaud Chéritat
Arnaud Chéritat (* 7. Juni 1975) ist ein französischer Mathematiker, der sich mit Dynamischen Systemen und speziell komplexer Dynamik befasst.

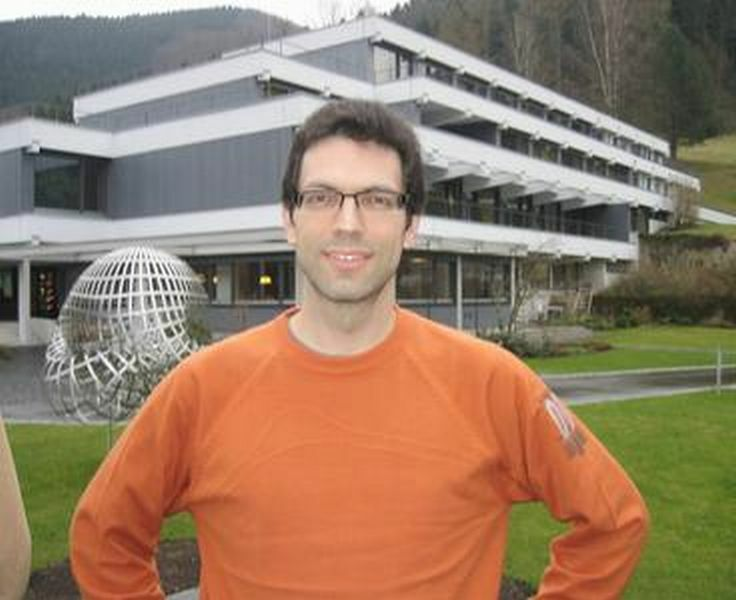
Arnaud Chéritat, Oberwolfach 2008

Chéritat besuchte das Lycée Marcellin Bethelot in St Maur des Fossés (Val de Marne) und studierte ab 1995 Mathematik an der École normale supérieure (Lizenziat in Mathematik 1995) und der Universität Paris-Süd (DEA 1996), an der er 2001 bei Adrien Douady promoviert wurde (Recherche d'ensembles de Julia de mesure de Lebesgue positive). Ab 2002 war er Maître de conférences an der Universität Toulouse, an der er seit 2007 Chargé de Recherches des CNRS war und sich 2008 habilitierte.
Er ist bekannt für seinen Beweis mit Xavier Buff der Existenz von Julia-Mengen mit positivem Lebesgue-Maß bei der Iteration quadratischer Polynome. Sie bewiesen damit eine Vermutung von Douady.
2006 erhielt er mit Buff den Leconte-Preis der Académie des sciences. 2012 wurde er Fellow der American Mathematical Society. 2010 war er Invited Speaker auf dem Internationalen Mathematikerkongress in Hyderabad (Indien) (Quadratic Julia sets with positive area, mit Xavier Buff). 2008 erhielt er mit Buff einen Starting Grant des European Research Council.

## Schriften
- mit Buff: Quadratic Julia sets with positive area, Annals of Mathematics, Band 176, 2012, S. 673–746
- mit Buff: The Yoccoz Function Continuously Estimates the Size of Siegel Disks, Annals of Mathematics, Band 164, 2006, S. 265–312.
- mit Buff: Upper Bound for the Size of Quadratic Siegel Disks, Inventiones Mathematicae, Band 156, 2004, S. 1–24
- mit Buff: Ensembles de Julia quadratiques de mesure de Lebesgue strictement positive, C. R. Acad. Sci. Paris, Band 341, 2005, S. 669–674.